# Bariogénese
Em Cosmologia, a bariogénese é o termo genérico usado para designar os processos físicos hipotéticos que produziram uma assimetria entre bariões e antibariões no início do Universo, resultando na produção de quantidades substanciais de matéria residual do qual é composto o universo do tempo actual.
As teorias de bariogénese — das quais se destacam a bariogénese electrofraca e a bariogénese GUT — empregam sub-disciplinas da Física, tais como a teoria quântica de campo e física estatística, para descrever os possíveis mecanismos de bariogénese. A diferença fundamental entre as teorias de bariogénse é a descrição das interacções entre partículas fundamentais.
O passo a seguir à bariogénese é uma melhor compreensão da nucleossíntese do Big Bang, durante a qual se formaram os primeiros núcleos atómicos leves.